# Jon Nørgaard
Jon Gade Nørgaard (født 9. juni 1985 i Grenaa) er en dansk sanger og sangskriver, der fik sit gennembrud da han som 17-årig vandt TV 2-programmet Popstars i 2002. Efterfølgende udsendte han debutalbummet This Side Up, der solgte over 135.000 eksemplarer, og gav ham hittet "Right Here Next to You". Jon har desuden haft flere hits som gæstesanger for kunstnere som Clemens, Kato, og Musikk. I 2010 stiftede han pladeselskabet U&!, der har udgivet artister som USO, Muri & Mario, og Kongsted.

## Karriere

### This Side Up(2002–2004)
Jon Nørgaard blev kendt som følge af sin deltagelse i talentprogrammet Popstars på TV 2 i efteråret 2002. Som vinder af programmet udgav han i november 2002, albummet This Side Up med sange primært skrevet af Søren Rasted. Dette album solgte 135.000 eksemplarer i Danmark, og affødte bl.a. singlerne "Right Here Next to You" og "This Side Up". Albummet blev desuden genudgivet i en international udgave i 2003 i lande som bl.a. Tyskland og Thailand.
I november 2003 blev Jon i byretten i Grenaa idømt 60 dages betinget fængsel og 60 dages samfundstjeneste for at have overfaldet en tidligere kammerat, som angiveligt havde forulempet hans kæreste.[kilde mangler] Den skadevoldene pådrog sig en brækket næse og øvrige kvæstelser i ansigtet.
Under aliasset John Rock påbegyndte han i 2004 i et succesfuldt samarbejde med house-duoen Musikk med to #1-singler på den danske Dancechart. De har blandt andet haft et stort radiohit i Danmark med en coverversion af Climie Fishers "Love Changes (Everything)". Singlen gik samlet set #1 på 13 territorier i blandt andet Mexico, Grækenland og Bulgarien[kilde mangler], og blev i 2005 udgivet på Musikks album When The Musikk Starts to Play. Samme år medvirkede Jon på nummeret "Ultimate Control" på albummet From Paris to Berlin fra dance-duoen Infernal.

### Today Is a Good Day (To Fall in Love)(2005–2007)
I 2005 vendte Jon tilbage som soloartist med singlen "Popstar", der bl.a. var skrevet af den svenske sangerinde Robyn. Samme år udkom albummet Today Is a Good Day (To Fall in Love), med sange skrevet af bl.a. Remee, Cutfather & Joe og Søren Rasted. 
Den 16. april 2007 var der premiere på dokumentarfilmen Solo, instrueret af Kasper Torsting, som omhandler Jons historie efter Popstars. Filmen giver, ifølge filmens synopsis, et indblik i Jons ensomme verden, hvor alle odds er imod ham, og musikken er den eneste udvej. I forbindelse med filmen udkom i maj samme år den første dansksprogede single fra Jon kaldet "Lidt endnu". I august 2007 blev han ansat som radiovært på Radio ABC på programmet Mads og Jon.

### Uden dig(2009–2018)
I 2009 stiftede Jon musikselskabet IDOL!NC, der udover management og bookingydelser beskæftigede sig med decideret labelvirksomhed. IDOL!NC's første udgivelse var Remady P&R's "No Superstar" i Skandinavien, der blev et top 5-hit i Danmark.
I 2010 vendte Jon tilbage til scenen efter flere års fravær, da han medvirkede på Katos hitsingle "Turn the Lights Off", som et ud at to numre fra albummet Discolized. Singlen har ligget #4, og har solgt 30.000 eksemplarer i Danmark.
I 2011 udsendte Jon singlerne "Dine øjne" og "Fester kun med mig selv" som forløber til sit tredje studiealbum, Uden dig. Albummet blev udgivet den 12. februar 2012 på U&! og Warner Music Denmark. Albummets tredje single, "Sidste sang" udkom den 20. februar 2012.
Jon Nørgaard udsendte den 31. oktober 2013 EP'en Flammer, som han proklamerede var hans foreløbige sidste.
I november 2013 tiltrådte Jon Nørgaard som A&R Manager hos Warner Music Denmark, en stilling han fratrådte den 1. februar 2015.

### Tvilling (2019–nu)
I 2020 udsendte Jon singlen "Dum Dum Dum" under navnet Tvilling. I 2021 samarbejdede han med den danske dj Hedegaard, og det amerikanske popband Echosmith på singlen "100 Years".

Ved Dansk Melodi Grand Prix 2022 havde Jon været med til at skrive sangen "Hallelujah" til gruppen Conf3ssions, som fik en andenplads.
Den 20. marts 2023 blev Jon idømt 30 dages betinget fængsel for et indbrud begået den 16. december 2019. Under indbruddet stjal han en computer og et par sko til en værdi af ca. 13.000 kroner.

## Diskografi

### Album
| År                                                     | Album                                 | Højeste placering | Certificering |
| År                                                     | Album                                 | Danmark           | Certificering |
| ------------------------------------------------------ | ------------------------------------- | ----------------- | ------------- |
| 2002                                                   | This Side Up                          | 1                 | - 2× Platin   |
| 2005                                                   | Today Is a Good Day (To Fall in Love) | —                 |               |
| 2012                                                   | Uden dig                              | —                 |               |
| "—" marker en udgivelse der ikke opnåede en placering. |                                       |                   |               |

### EP'er
- Flammer (2013)

### Singler
| År                                                     | Single                                    | Højeste placering | Certificering | Album                                 |
| År                                                     | Single                                    | Danmark           | Certificering | Album                                 |
| ------------------------------------------------------ | ----------------------------------------- | ----------------- | ------------- | ------------------------------------- |
| 2002                                                   | "Right Here Next to You"                  | 1                 | - 2× Platin   | This Side Up                          |
| 2003                                                   | "This Side Up"                            | 11                |               | This Side Up                          |
| 2003                                                   | "Endlessly"                               | —                 |               | This Side Up                          |
| 2005                                                   | "Popstar"                                 | 8                 |               | Today Is a Good Day (To Fall in Love) |
| 2006                                                   | "Hurry Up Live"                           | —                 |               | Today Is a Good Day (To Fall in Love) |
| 2006                                                   | "Every Girl I've Wanted" (Jon vs. Musikk) | —                 |               | Today Is a Good Day (To Fall in Love) |
| 2007                                                   | "Lidt endnu"                              | —                 |               | ikke-album single                     |
| 2011                                                   | "Dine øjne"                               | 14                |               | Uden dig                              |
| 2011                                                   | "Fester kun med mig selv"                 | 39                |               | Uden dig                              |
| 2012                                                   | "Sidste sang"                             | —                 |               | Uden dig                              |
| 2012                                                   | "Mød mig i mørket"                        | —                 |               | Flammer                               |
| 2013                                                   | "Bomber & Bomber"                         | —                 |               | Flammer                               |
| "—" marker en udgivelse der ikke opnåede en placering. |                                           |                   |               |                                       |

#### Som featuring artist
| År                                                     | Single                                                   | Højeste placering | Højeste placering | Højeste placering | Certificering               | Album                          |
| År                                                     | Single                                                   | Danmark           | Sverige           | Finland           | Certificering               | Album                          |
| ------------------------------------------------------ | -------------------------------------------------------- | ----------------- | ----------------- | ----------------- | --------------------------- | ------------------------------ |
| 2004                                                   | "Summer Lovin'" (Musikk featuring John Rock)             | 7                 | —                 | —                 |                             | When the Musikk Starts to Play |
| 2004                                                   | "Love Changes (Everything)" (Musikk featuring John Rock) | 2                 | —                 | 13                |                             | When the Musikk Starts to Play |
| 2009                                                   | "Honestly" (Remady featuring Jon)                        | —                 | —                 | —                 |                             | Superhero?                     |
| 2009                                                   | "The Way You Kiss" (Remady featuring Jon)                | —                 | —                 | —                 |                             | Superhero?                     |
| 2010                                                   | "Turn the Lights Off" (Kato featuring Jon)               | 4                 | 6                 | —                 | - DAN: Platin - SVE: Platin | Discolized                     |
| 2010                                                   | "Champion" (Clemens featuring Jon Nørgaard)              | 1                 | —                 | —                 | - DAN: Guld                 | Ingen kender dagen             |
| 2011                                                   | "Live Louder" (som Boy Meets Disco)                      | 8                 | —                 | —                 |                             |                                |
| 2011                                                   | "Vi ejer natten" (Clemens, Hedegaard & Jon Nørgaard)     | 14                | —                 | —                 |                             | Ingen kender dagen             |
| "—" marker en udgivelse der ikke opnåede en placering. |                                                          |                   |                   |                   |                             |                                |